# Gare de Fromental
La gare de Fromental est une gare ferroviaire française de la ligne des Aubrais - Orléans à Montauban-Ville-Bourbon, située sur le territoire de la commune de Fromental, dans le département de la Haute-Vienne, en région Nouvelle-Aquitaine.
C'est une halte de la Société nationale des chemins de fer français (SNCF) desservie par les trains des réseaux TER Centre-Val de Loire et TER Nouvelle-Aquitaine.

## Situation ferroviaire
Établie à 343 m d'altitude, la halte de Fromental est située au point kilométrique (PK) 351,562 de la ligne des Aubrais - Orléans à Montauban-Ville-Bourbon, entre les gares de La Souterraine et de Bersac.

## Histoire
La recette de la gare pour l'année 1884 est de 18,282 francs.
Le bâtiment voyageurs existe toujours mais il est désaffecté.

## Service des voyageurs

### Accueil
Halte SNCF, c'est un point d'arrêt non géré (PANG) à entrée libre.
Elle est équipée de deux quais latéraux : le quai 1 dispose d'une longueur utile de 106 m et le quai 2 d'une longueur utile de 170 m. Aucun quai ne possède un abri voyageurs. Le changement de quai se fait par un platelage posé entre les voies (passage protégé).

### Desserte
La halte est desservie par la relation commerciale Orléans - Vierzon - Châteauroux - Limoges (TER Centre-Val de Loire et TER Nouvelle-Aquitaine).

### Intermodalité
Un parking pour les véhicules y est aménagé.

## Galerie

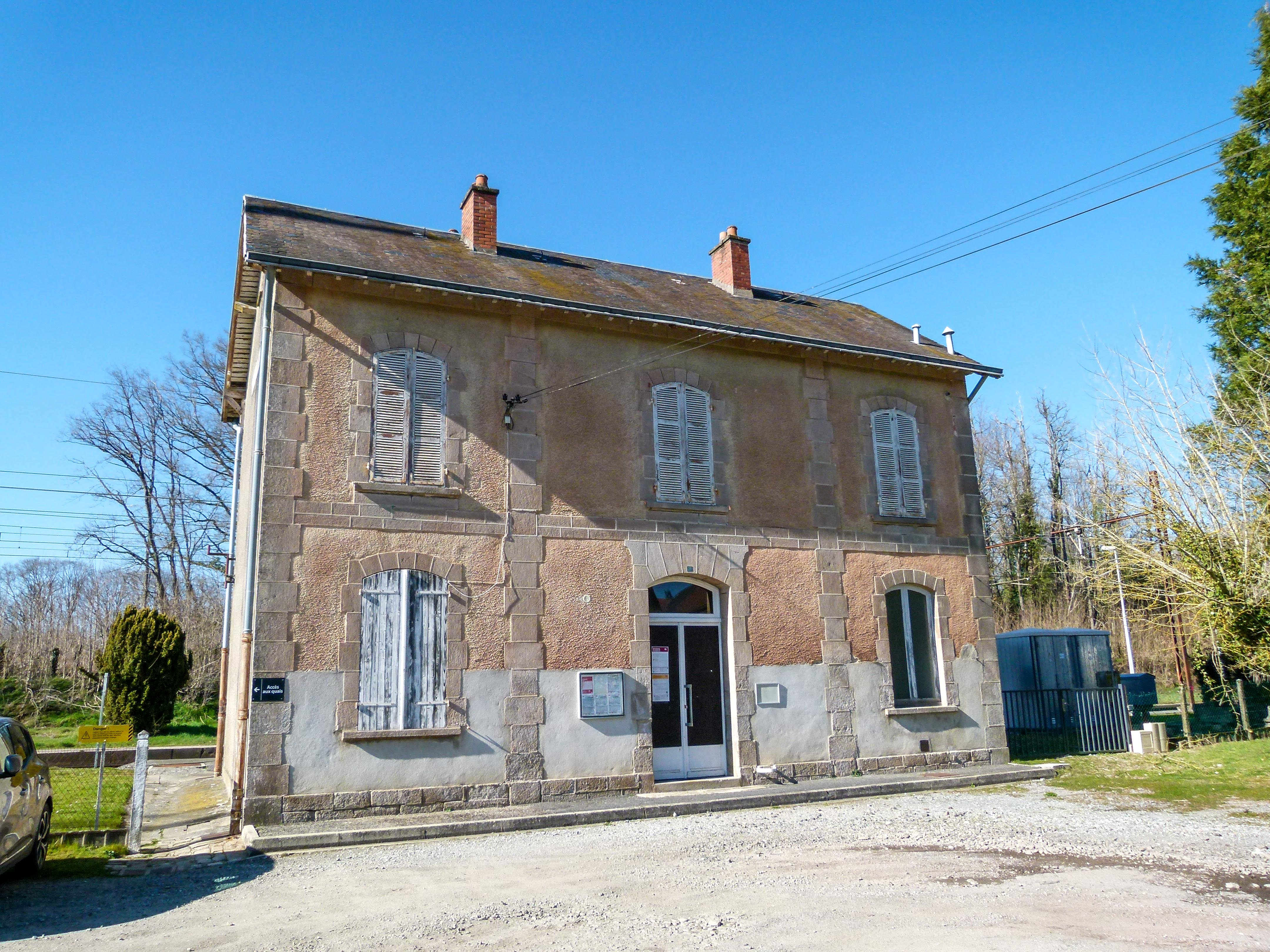
Le bâtiment voyageurs côté parking.
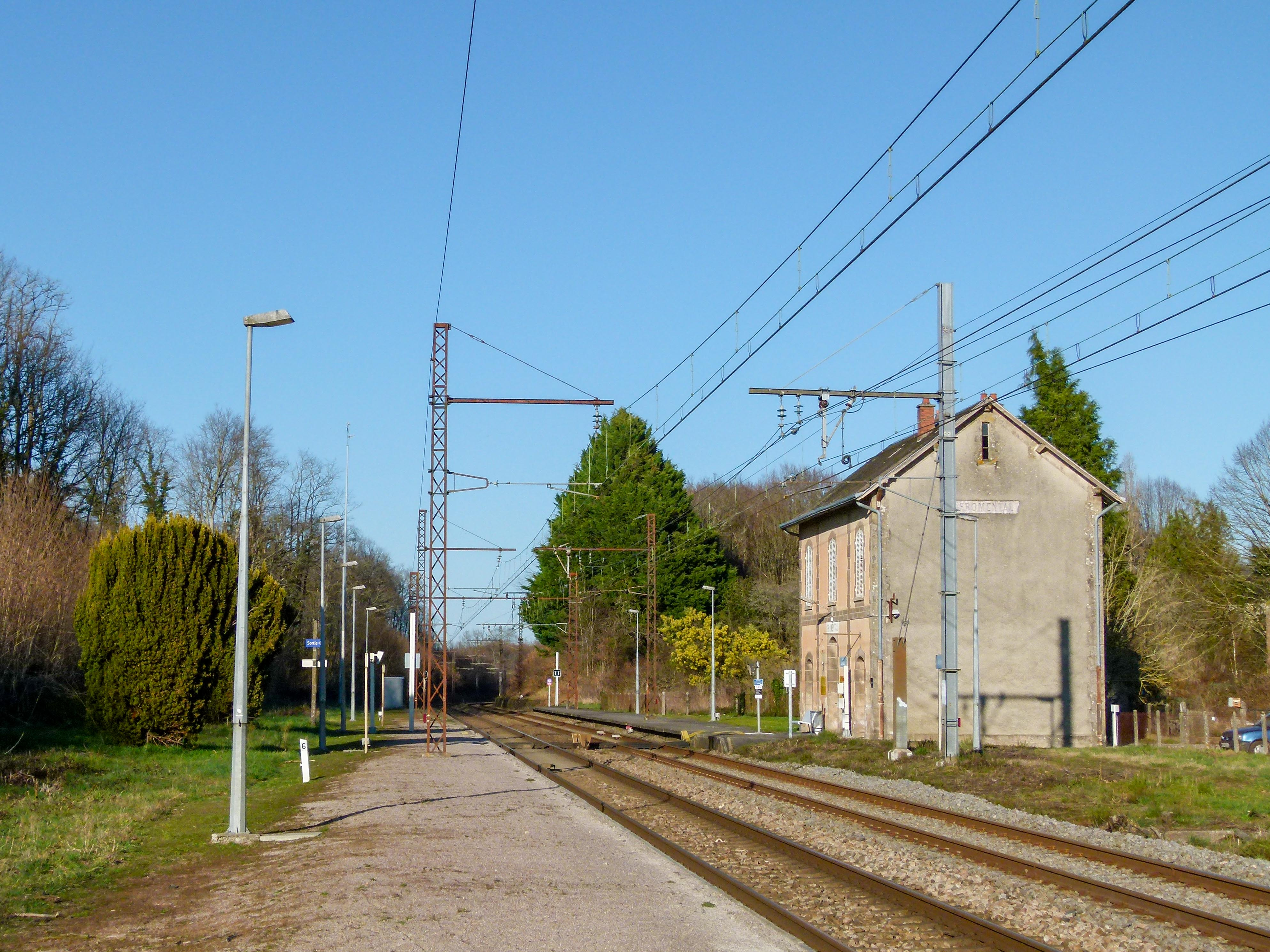
Les voies en direction de la Souterraine.
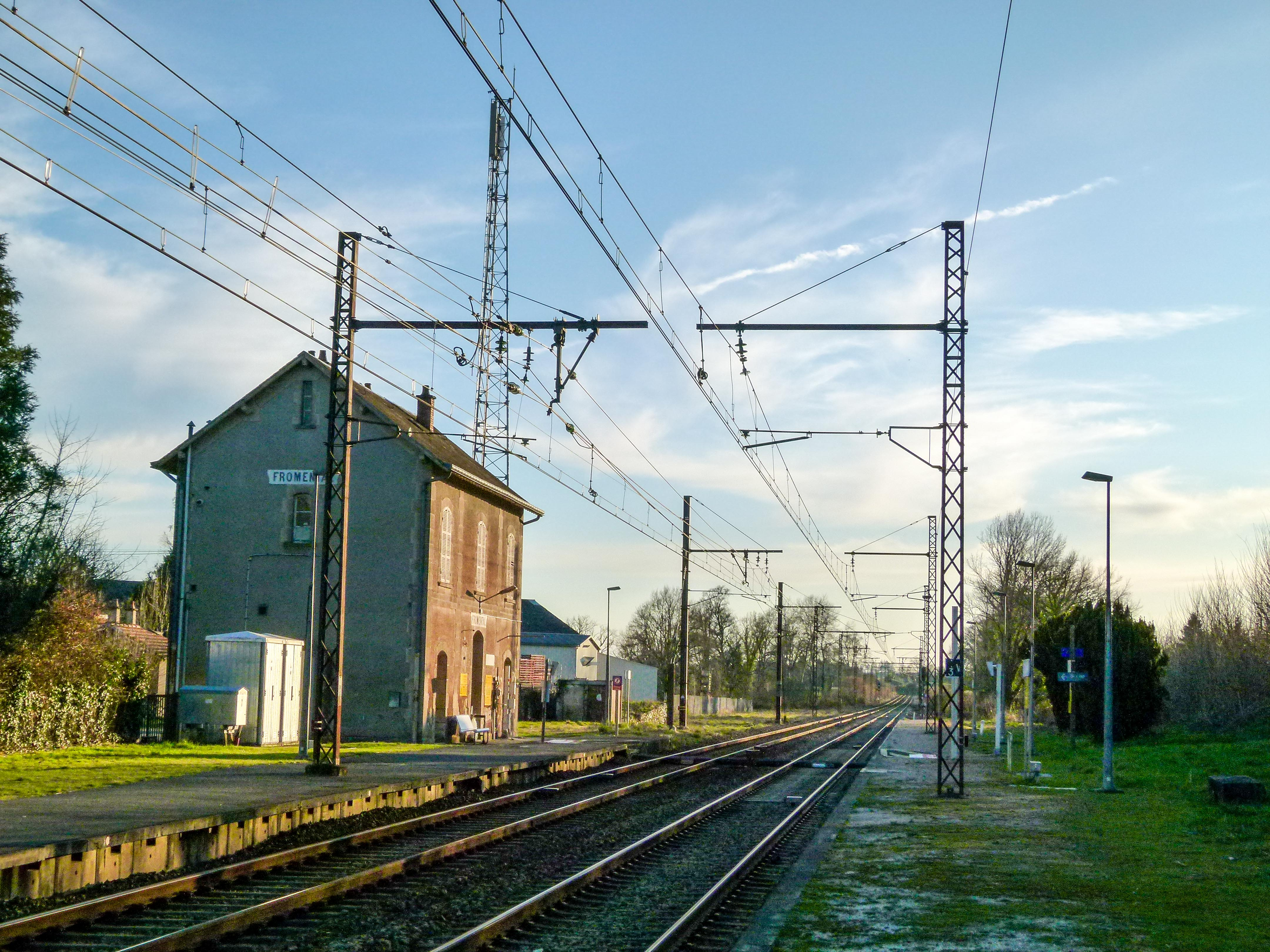
Les voies en direction de Limoges.
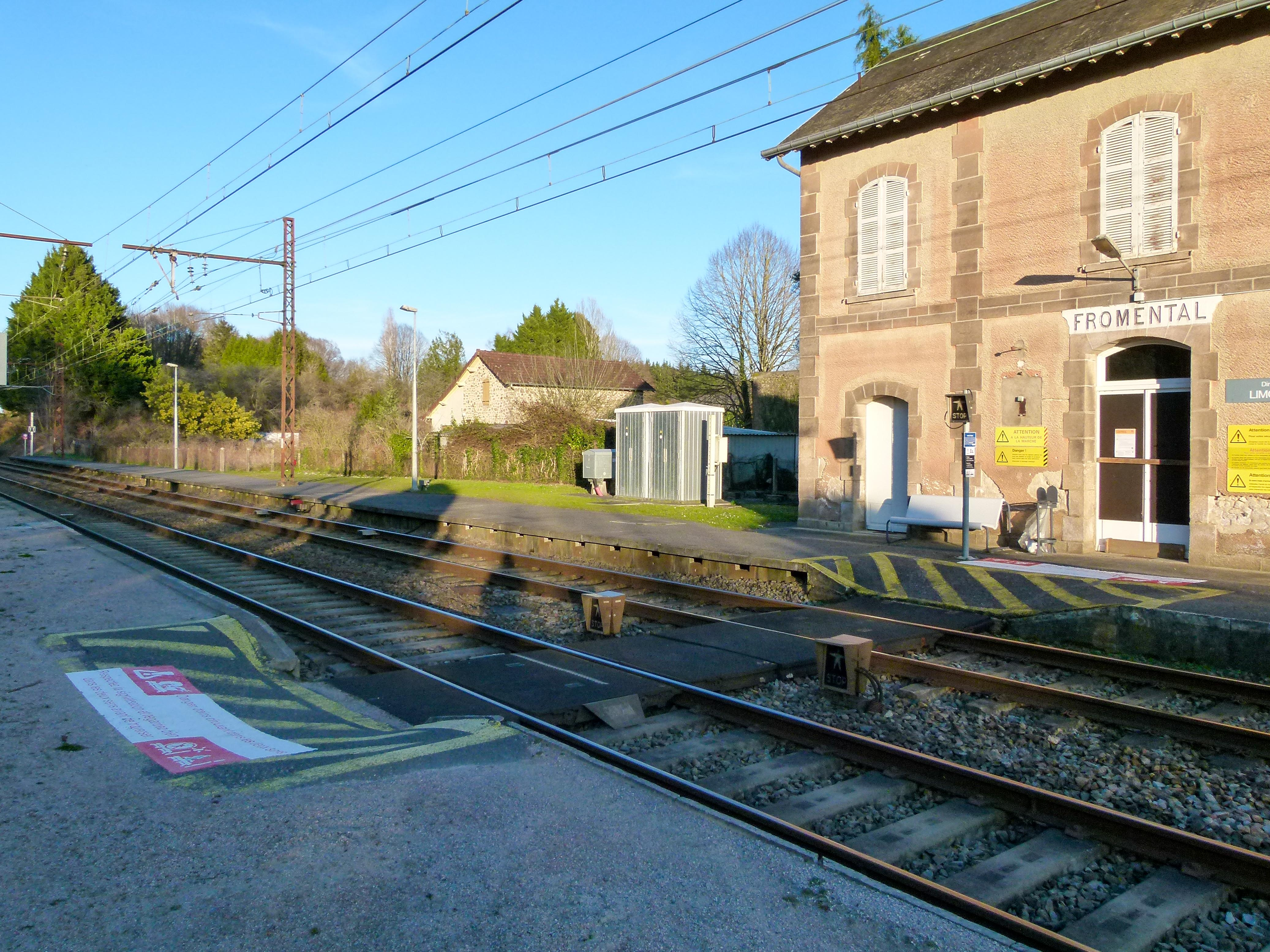
Le platelage posé entre les voies.